# Cotignac
Cotignac là một xã, thuộc tỉnh Var trong vùng Provence-Alpes-Côte d'Azur, Pháp. Xã này có diện tích 44,26 km², dân số năm 2006 là 2163 người. Xã này nằm ở khu vực có độ cao trung bình 230 mét trên mực nước biển.

## Biến động dân số
| Năm    | 1962 | 1968 | 1975 | 1982 | 1990 | 1999 | 2006 |
| ------ | ---- | ---- | ---- | ---- | ---- | ---- | ---- |
| Dân số | 1294 | 1398 | 1636 | 1628 | 1792 | 2026 | 2146 |